# Катастрофа Ту-154 у Красноярска
Катастрофа Ту-154 у Красноярска (также известная как Катастрофа Фалькова) — крупная авиационная катастрофа, произошедшая в воскресенье 23 декабря 1984 года близ местного аэропорта. Авиалайнер Ту-154Б-2 1-го Красноярского отдельного авиаотряда («Аэрофлот») выполнял плановый рейс SU-3519 по маршруту Красноярск — Иркутск, но через 2 минуты после взлёта произошло разрушение и возгорание двигателя №3. Экипаж принял решение вернуться в аэропорт вылета, но при заходе на посадку пожар в разрушенном двигателе №3 полностью повредил системы управления и в итоге лайнер рухнул на землю в 3200 метрах от порога ВПП аэропорта Красноярска. Из находившихся на его борту 111 человек (104 пассажира и 7 членов экипажа) выжил 1 пассажир.

## Самолёт
Ту-154Б-2 (регистрационный номер СССР-85338, заводской 79A338, серийный 0338) был выпущен Куйбышевским авиазаводом (КуАПО) 19 апреля 1979 года и через 10 дней (27 апреля) был передан МГА СССР, которое направило его в 1-й Красноярский отдельный авиаотряд Красноярского управления гражданской авиации авиакомпании «Аэрофлот». Оснащён тремя турбовентиляторными двигателями НК-8-2У производства КМПО. На день катастрофы совершил 3581 цикл «взлёт-посадка» и налетал 8955 часов.

## Экипаж
Самолётом управлял опытный экипаж из 400-го лётного отряда (1-й Красноярский объединённый авиаотряд), его состав был таким:
- Командир воздушного судна (КВС) — 46-летний Виктор Семёнович Фальков. Родился 6 сентября 1938 года.
- Второй пилот — 35-летний Юрий Петрович Белавин. Родился 2 мая 1949 года.
- Штурман — 37-летний Геннадий Леонидович Озеров. Родился 6 июня 1947 года.
- Бортинженер — 27-летний Андрей Васильевич Ресницкий. Родился 6 сентября 1957 года.

В салоне самолёта работали три стюардессы:
- Елена Борисовна Голикова, 24 года (родилась 31 августа 1960 года).
- Марина Степановна Ульянкина, 21 год (родилась 17 августа 1963 года).
- Наталья Петровна Колпакова, 20 лет (родилась 29 сентября 1964 года).

## Катастрофа
Ту-154Б-2 борт СССР-85338 выполнял рейс SU-3519 из Красноярска в Иркутск. На его борту находились 7 членов экипажа и 104 пассажира, включая 6 детей.
В 22:08 самолёт вылетел из аэропорта Красноярска с курсом взлёта 288° в простых метеоусловиях (штиль, видимость более 3500 метров, облачность 10 баллов (сплошная) верхняя, температура воздуха −18°С). Экипаж доложил о взлёте, в ответ на что авиадиспетчер дал им набор высоты 1500 метров с правым разворотом. После того, как пилоты выполнили данное указание, авиадиспетчер разрешил набор до высоты 5700 метров.
В 22:10:49, когда рейс 3519 на скорости 480 км/ч проходил высоту 2040 метров, произошёл громкий хлопок (зафиксирован речевым самописцем). Был разрушен диск первой ступени компрессора низкого давления двигателя №3 (правый), обороты которого резко упали. Обломки диска серьёзно повредили двигатель, а также разрушили коллектор пожарной системы, разорвав противопожарную перегородку и разрубив электропровода и топливопроводы. В результате повреждений в двигателе №3 (правом) возник пожар, из-за чего автоматически сработала первая очередь пожаротушения. На пульте бортинженера одновременно сработало 11 индикаторов неисправностей двигательных установок, что затруднило распознавание истинной причины. Также из-за дисбаланса тяги самолёт начало кренить вправо, но экипаж быстро парировал крен отклонениями элеронов и руля направления. На высоте 2150 метров относительно уровня аэродрома пилоты прекратили набор высоты.
Бортинженер доложил КВС о вибрации двигателя №2 (средний), при этом включилось табло «ПОЖАР». Командир не мог в этот момент точно знать, какой именно из трёх двигателей горит, поэтому решил, что это случилось с двигателем №2, дав команду отключить его. Бортинженер уменьшил режим двигателя №2 до малого газа, а затем отключил его краном «ОСТАНОВ.». Командир в это время связался с авиадиспетчером и передал о пожаре двигателя, в связи с чем запросил разрешение на посадку в аэропорту вылета (Емельяново).
Спустя 12 секунд с момента разрушения двигателя (в 22:11:01) бортинженер, выявив ошибку, доложил, что двигатель №2 был отключён ошибочно, в связи с чем будет проведён его запуск. Чтобы уменьшить приборную скорость, командир дал указание перевести левый (№1) и правый (№3) двигатели на малый газ. Но бортинженер обнаружил, что двигатель №3 не работает и доложил командиру, что ошибочно отключил его; фактически бортинженер до конца не осознавал, в каком режиме работает данный двигатель. В течение следующих 10 секунд КВС уточнял у бортинженера состояние и работоспособность двигателей, после чего было определено, что левый двигатель (№1) работает, средний (№2) отключён (фактически он работал в режиме малого газа), а правый (№3) разрушен и горит. Тогда бортинженер установил рычаг остановки двигателя №3 в положение «ОСТАНОВ.» и применил систему пожаротушения двигателя, но при этом (в панике) он забыл закрыть перекрывной топливный кран, в результате чего авиатопливо продолжило поступать в горящий двигатель №3, тем самым давая огню не только не погаснуть, но и усилиться, несмотря на применение всех трёх очередей пожаротушения. В результате огонь из разрушенного двигателя №3 стал распространяться в полость пилона, а оттуда в задний технический отсек, отсек ВСУ и отсек двигателя №2 (среднего).
Когда выяснилось, что двигатель №2 исправен, командир дал команду запустить его, что бортинженер и пытался осуществить, не зная, что тот уже работал в режиме малого газа. Чуть менее чем через минуту из-за повреждения обломками и продолжающегося пожара магистрали управления двигателем №2 разрушились, и двигатель №2 самопроизвольно перешёл на взлётный режим (максимальный). Бортинженер доложил командиру о запуске двигателя №2, но тот, поняв, что режим этого двигателя не реагирует на перемещения РУД, дал команду его отключить. Бортинженер тут же выполнил команду и, повторив ошибку, забыл закрыть перекрывной топливный кран. Вскоре бортинженер доложил, что в мотогондоле двигателя №2 начался пожар, при этом уже все три очереди пожаротушения были истрачены на двигатель №3. С этого момента рейс 3519 летел с выпущенными шасси и с пожаром в хвостовой части фюзеляжа и в двигателе №3 (правом). Экипаж выполнил аварийный заход, благодаря которому самолёт вышел в район ДПРМ по посадочному курсу 288° на высоте 175 метров и с приборной скоростью 420 км/ч.
Через минуту с небольшим с момента начала пожара в двигателе №2 и спустя 4,5 минуты с момента начала пожара двигателя №3 лайнер начал крениться вправо. Пилоты попытались парировать крен вправо отклонением штурвала влево, но самолёт на это не отреагировал; это было связано с тем, что пожар разрушил изоляцию проводов и закоротил электрогидравлические краны на цепь напряжением 27 В, тем самым отключив их, и из-за этого все гидросистемы отключились и системы управления самолётом полностью отказали.
Из-за увеличивающегося крена вертикальная скорость снижения начала возрастать и КВС, чтобы исправить ситуацию, дал команду перевести двигатель №1 во взлётный режим, а шасси убрать. Однако рейс SU-3519 продолжал быстро падать и в 22:15 KRAT (18:15 MSK) с вертикальной скоростью 22 м/сек и с приборной 425 км/ч с правым креном 50° врезался в землю в 3200 метрах от взлётной полосы и чуть правее её оси (по некоторым свидетельствам — в 800 метрах за ДПРМ). От удара лайнер полностью разрушился и загорелся.
В катастрофе выжил лишь 1 пассажир — 27-летний мужчина; он получил тяжёлые ранения, но был спасён усилиями врачей (был использован опыт по лечению пострадавших в Норильской авиакатастрофе). Остальные 110 человек (все 7 членов экипажа и 103 пассажира) погибли.

## Расследование
Причиной катастрофы явилось разрушение диска первой ступени КНД двигателя № 3, которое произошло из-за наличия усталостных трещин. Трещины были вызваны производственным дефектом — включение соединения титана с азотом, имеющее повышенную микротвёрдость, нежели исходный материал. Используемые на тот момент методики по изготовлению и ремонту дисков, а также средства контроля были признаны отчасти морально устаревшими, из-за чего не обеспечивали эффективность контроля и обнаружения подобного дефекта. Сам дефект возник (предположительно) из-за случайного попадания в сортную титановую губку (БТМК) или шихту для выплавки слитка (ВСМПО) куска, обогащённого азотом.
Действия экипажа в сложившейся ситуации признаны комиссией правильными, несмотря на то, что бортинженер нарушил требования РЛЭ, не закрыв перекрывной топливный кран двигателя № 3, тем самым невольно способствуя развитию пожара. При имитации этой ситуации на тренажёре с разными экипажами в ходе расследования ошибки совершили все. Это говорит о том, что ситуация была на пределе операторских возможностей человека.
Причиной развития катастрофической ситуации на самолёте является усталостное разрушение диска первой ступени компрессора низкого давления двигателя НК-8-24 третьей силовой установки из-за металлургического и производственного дефекта, что привело к разрушению двигателя, топливных, масляных, противопожарных и электрических коммуникаций и возникновению пожара в третьей силовой установке.

Незакрытие бортинженером перекрывного крана при разрушенных трубопроводах топливной и противопожарных систем двигателя и мотогондолы № 3 привело к распространению пожара в технический отсек хвостовой части самолёта, мотогондолу второй силовой установки и последующему прекращению работоспособности органов управления самолётом.— 